# Ōshima Ryōta (Haiku-Dichter)

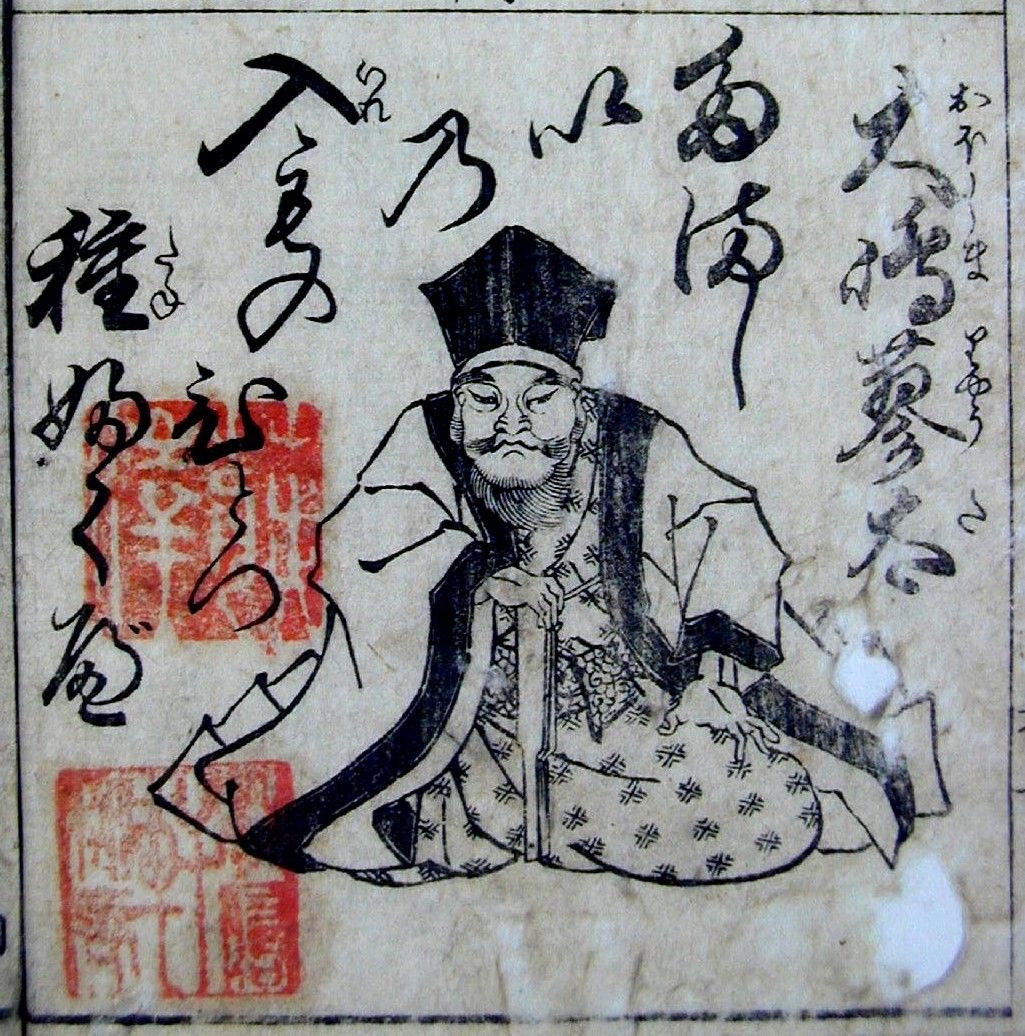
Ōshima Ryōta

Ōshima Ryōta (japanisch 大島 蓼太, eigentlich Yoshikawa Ryōta; geboren 1718 im Landkreis Ina-Ōshima (Provinz Shinano); gestorben 17. Oktober 1787 in Edo) war ein japanischer Haiku-Dichter.

## Leben und Wirken
Ōshima Ryōta wurde im Alter von 23 Jahren Schüler des Dichters Sakurai Ritō (桜井 吏登; 1681–1755), der auch Hattori Ransetsumon (服部 嵐雪門), Setchuan II. (雪中庵 2世) genannt wurde. Danach schor er sich sein Haupt und pilgerte als Mönch durch ŌU und Kamigata. 1747, im Alter von 30 Jahren, wurde er Setchuan III. 1751 schloss er sich dem Haiku-Dichter Mizofuchi Somaru (溝口 素丸 1713–1795) von der Katsushika-Schule und anderen an, die eine Sammlung von Dichtern der Edo-za-(江戸座)-Schule unter dem Titel „Edo nijū kasen“ (江戸廿歌仙) – „Zwanzig Poeten aus Edo“ aus dem Jahr 1745 als schwach kritisierten.
Ab der Horeki-Ära (1751–1764) wurde Ōshima mit seinen ausgewählten Haiku aktiv und etablierte sich nach und nach in der Haiku-Welt. Es wird gesagt, dass er zu Lebzeiten mehr als 30 Pilgerreisen unternahm, mehr als 200 Haiku-Bücher herausgab, und dass mehr als 40 Juroren mit ihm befassten und dass er und mehr als 300 Schüler hatte. Er hatte eine auf Freundschaft bedachte Persönlichkeit und ein ausgezeichnetes Managementtalent, wie zum Beispiel die Erlangung der Schirmherrschaft von Adligen. Im Gegensatz zum Edo-za und anderen konkurrierenden Schulen bevorzugte er einen einfachen skizzierenden Stil und zeigte besonderes Geschick in Couplets.
Ōshima hinterließ die „Ryōta Haiku-Sammlung“ (Teile 1 bis 3). Es gibt viele Haiku mit ausgefeilten Design und verschiedenen Geschmacksrichtungen, wie etwa „Samidare ya - aru yoru hisoka ni - matsu no tsuki“ (五月雨やある夜ひそかに松の月) – etwa „Mairegen und eine heimliche Nacht mit Mond über den Kiefern“ zeigt. Er war auch mit seinen Ehrungs- und Kommentierungsprojekten zu Matsuo Bashō  erfolgreich. 1895 kommentierte Shiki Masaoka in „Haiku Ichikuwa“ (俳諧一口話) – „Ein paar Worte zu Haíku“, dass es bei Ōshima „zu viele vulgäre Haiku gibt“, und solche Kritik wurde üblich. Aber Ōshimas Rolle in der Haiku-Welt war größer als die von Yosa Buson (1716–1784), der ebenfalls den Haiku wiederbelebte.